# Lei da Dalecárlia
A Lei da Dalecárlia (em sueco:Dalalagen; também designada de Västmannalagen) é um conjunto de disposições legais, redigidas num manuscrito do século XIV. Apesar do nome, não há a certeza de que o documento se refira à província histórica da Dalecárlia, havendo a possibilidade de se tratar da Västmanland ou até da Värmland.
O único exemplar existente é um grupo de manuscritos, datados para meados do século XIV, que foram encontrados entre os documentos deixados por Johan Stiernhöök. Foram publicados como Lei da Dalecárlia (Dahle-laghen) em 1676, e como Lei da Västmanland (Westmannlagh) em 1841.